# Vinzenz Gasser

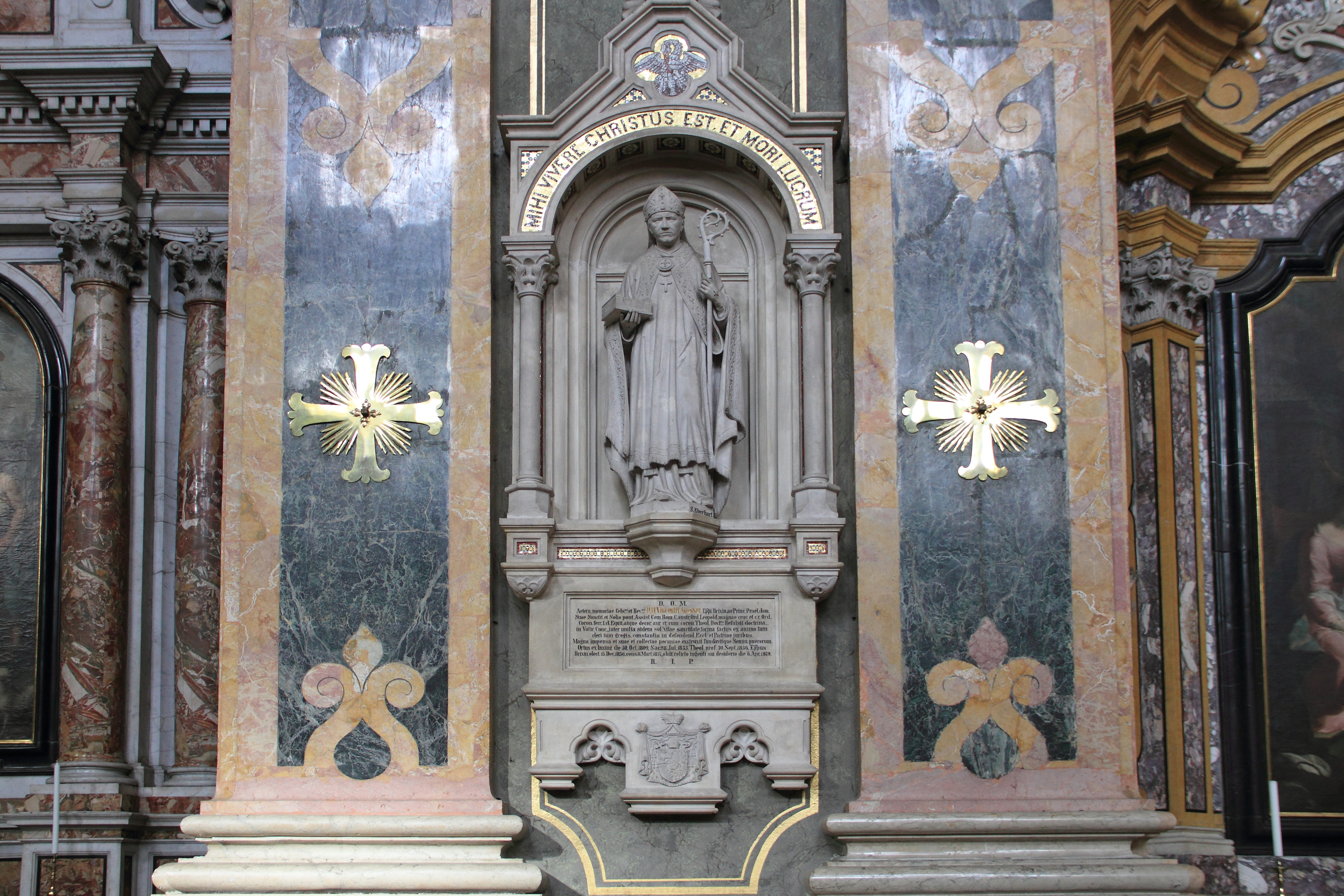
Monumento sepolcrale a Gasser, nella cattedrale di Bressanone

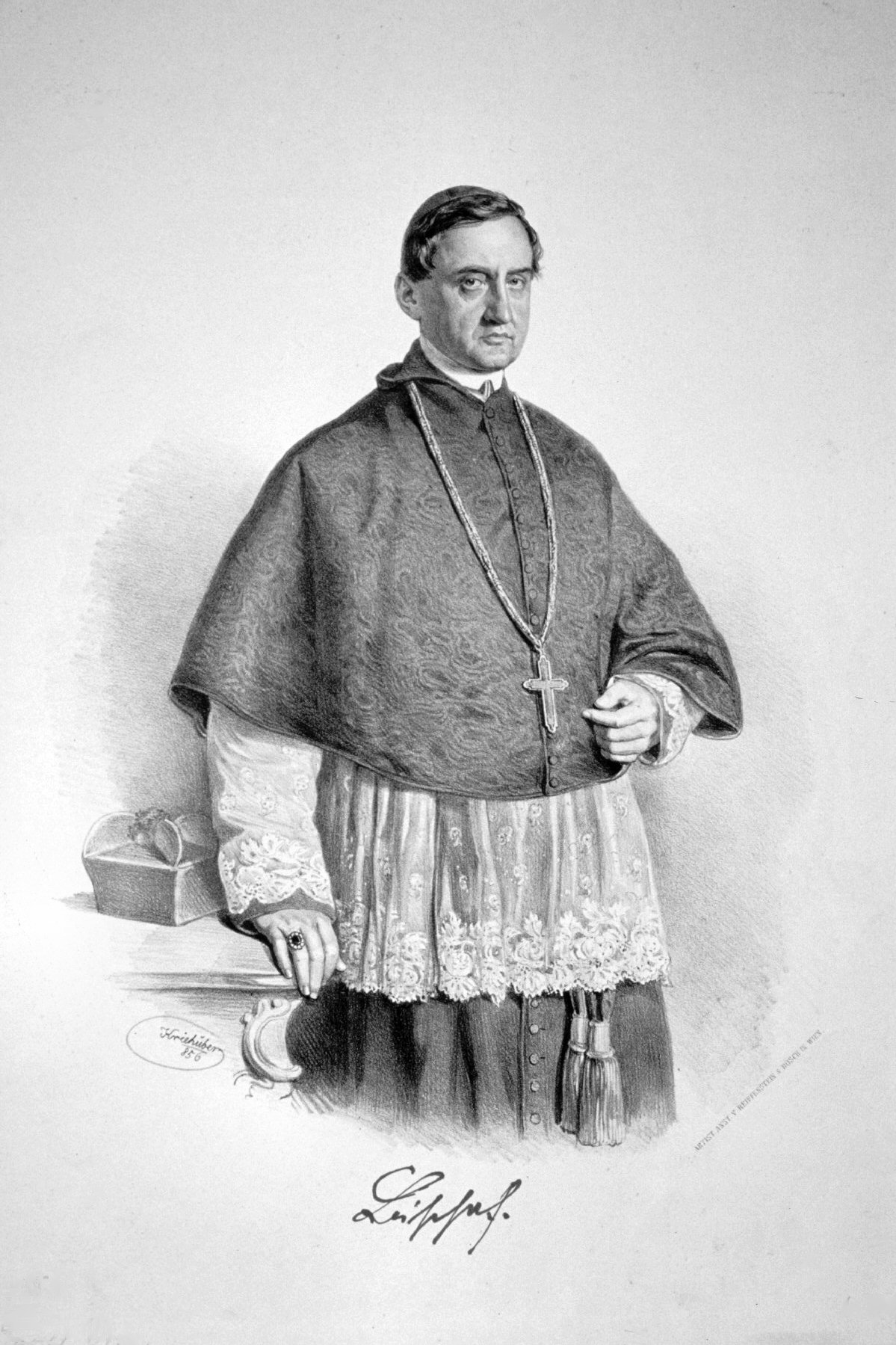
Il vescovo Gasser in una foto di Josef Kriehuber, nel 1856

Vinzenz Gasser (Inzing, 30 ottobre 1809 – Bressanone, 6 aprile 1879) è stato un vescovo cattolico e teologo austriaco.

## Biografia

### L'infanzia
Nato il 30 ottobre 1809,  a Inzing, nell'Alta Valle dell'Inn, figlio di Anna  il proprietario di una  fattoria e maestro conciatore Vinzenz Gasser, aveva otto fratelli e crebbe con loro nella casa dei suoi genitori. Dopo aver frequentato la scuola invernale di Inzing per sei anni, i suoi genitori hanno deciso difrgli continuare gli studi. Nell'ottobre del 1821 frequentò il Gymnasium di Innsbruck, dove ottenne ottimi voti. Alla scuola di grammatica, Vinzenz Gasser imparò la lingua latina, che padroneggiò dopo essersi diplomato in parlato e scritto.

### I primi anni di sacerdozio
Dopo un corso di filosofia biennale presso l'Università di Innsbruck, Vinzenz Gasser si unì al seminario nel 1829. Il 21 luglio 1833 fu ordinato diacono e il 28 luglio, fu ordinato sacerdote. All'epoca Gasser lavorava nell'ufficio del decano di Duille a Innsbruck. Lavorò anche come cooperatore nel 1834 a Götzens, nel 1835 a Wenns e nel 1936 a Flaurling. Durante il suo lavoro di cooperatore, ha anche affrontato lo studio della dogmatica e letto le opere del semirazionalista Anton Günther, di cui respinse le idee. Nel 1836, Vinzenz Gasser fu nominato professore dell'Antico Testamento dal principe-vescovo Bernhard Galura nel Seminario di Bressanone. Nel frattempo, viveva in una casa di beneficenza spartana, arredata a malapena. Nel 1837, Gasser superò l'esame di concorso obbligatorio per il suo ruolo a Innsbruck.
In qualità di uomo rispettato e ben noto in Alto Adige, Vinzenz Gasser venne nominato parlamentare dall'Assemblea nazionale di Francoforte, dal distretto di Brunico. Dal momento che la sua idea di un Tirolo chiuso a titolo confessionale fu respinta dai cattolici in Germania, la libertà religiosa, visse una grande delusione.

### Gli anni da vescovo
Dopo la morte del principe vescovo di Bressanone, Bernhard Galura, Vinzenz Gasser fu nominato dal principe imperatore Francesco Giuseppe I l'8 ottobre 1856 come suo successore. La conferma papale da parte di Pio IX ebbe luogo il 15 dicembre 1856. L'8 marzo 1857, ricevette la consacrazione episcopale dell'arcivescovo di Salisburgo Massimiliano Giuseppe di Tarnóczy a Bressanone. Gasser prese possesso della diocesi il giorno seguente.
Nel 1870 fu uno dei padri conciliari al Concilio Vaticano I, facendo parte della commissione teologica che stabilì il dogma dell'infallibilità del Papa. Nel 1872 fondò a Bressanone il Vinzentinum.
Durante il Concilio Vaticano I Gasser alloggiò con il suo servitore, come ospite a Santa Maria dell'Anima vicino a Piazza Navona. Il suo cappellano di corte si allontanò da Roma per malattia. Nel Consiglio, chiese miglioramenti alla costituzione "Dei Filius" e un cambiamento nella costituzione "Pastor Aeternus". Teorizzò e sostenne più e più volte l'infallibilità del Papa, ma come capo della Chiesa, poiché a suo parere l'infallibilità assoluta viene solo a Dio. Vinzenz Gasser fu un oppositore del liberalismo e del Risorgimento, poiché vide minacciata l'integrità dello Stato Pontificio.
A causa di tutto il lavoro, specialmente durante il Concilio Vaticano I, Gasser divenne fisicamente sempre più debole. Ad esempio, durante una sessione di prove del 1876 in una scuola superiore, ebbe un infarto. Negli anni seguenti soffrì di problemi cardiaci, difficoltà a camminare e depressione. Nel gennaio 1879, Vinzenz Gasser fu attaccato dalla polmonite, da cui fu in grado di riprendersi. La sua salute peggiorò di nuovo ed è morto il 6 aprile 1879 nella sua residenza di Bressanone e fu sepolto nella cattedrale.

## Genealogia episcopale e successione apostolica
La genealogia episcopale è:
- Cardinale Scipione Rebiba
- Cardinale Giulio Antonio Santori
- Cardinale Girolamo Bernerio, O.P.
- Arcivescovo Galeazzo Sanvitale
- Cardinale Ludovico Ludovisi
- Cardinale Luigi Caetani
- Cardinale Ulderico Carpegna
- Cardinale Paluzzo Paluzzi Altieri degli Albertoni
- Papa Benedetto XIII
- Papa Benedetto XIV
- Papa Clemente XIII
- Cardinale Giovanni Battista Caprara Montecuccoli
- Vescovo Dionys von Rost
- Vescovo Karl Franz von Lodron
- Vescovo Bernhard Galura
- Vescovo Giovanni Nepomuceno de Tschiderer
- Cardinale Friedrich Johann Joseph Cölestin von Schwarzenberg
- Cardinale Maximilian Joseph von Tarnóczy
- Vescovo Vinzenz Gasser

La successione apostolica è:
- Vescovo Joseph Feßler (1862)
- Vescovo Johann Amberg (1865)